# Laurentius Albertus
Laurentius Albertus, auch Lorenz Albrecht, Osterfrank, Ostrofrancus (* um 1540 in Neustadt bei Coburg; † nach 1583 in Wien?) war ein deutscher Sprachwissenschaftler und Grammatiker.

## Leben und Wirken
Laurentius wurde als Sohn des Magisters Andreas Albertus in Neustadt bei Coburg geboren. Er immatrikulierte sich 1557 an der Universität Wittenberg. Ab 1564 wirkt er in Würzburg, wo er durch seinen Gönner Johann Egolf von Knöringen gefördert wird. Da dieser als Bischof von Augsburg den katholischen Glauben vertrat, wird er es auch gewesen sein der Albertus 1568 zu seinem Übertritt vom evangelischen zum katholischen Glauben bewegt hat. Durch ihn wurde er unterstützt und ermöglichte ihm wissenschaftliche Arbeiten.
Nach dem Tod seines Gönners, wendet er sich 1575 nach Bayern und studierte 1580 in Ingolstadt. Um zu promovieren, zieht er weiter nach Siena, wo er im August 1573 die Doktorwürde erwarb und zog daraufhin nach Wien, wo er im Jahre 1583 Priester wurde. Ab jenem Zeitpunkt verlieren sich seine Spuren.
Hervorgetreten ist Albertus als Verfasser einer der ersten deutschen Grammatiken, die damals üblich in Lateinisch abgefasst war. In dieser Grammatik greift er Mundart, Wortbildung, Wortbedeutung auf und bezog dazu altes deutsches Sprachgut mit ein. Dies verschaffte ihm eine bleibende Bedeutung in der deutschen Sprachwissenschaft und Sprachlehre.

## Werkauswahl
- Teutsch Grammatick oder Sprachkunst. Augsburg 1573 (Digitalisat bei books.google)
- Underricht der HochTeuchtschen Spraach. Strassburg 1573
- Christliche trewe Warnung an die Stedte Wormbs, Speier, Landaw und andere Stende. 1563
- Absurda Lutheranorum. Ingolstadt 1570
- Chroick …, Kurtzer außzug und begriff der fürnehmbsten geschicht der Francken. Köln 1571
- Septimii Florentis Tertulliani …, praescriptiones adversus Haereses omnes. Dillingen 1572
- Vom Bapst Johanne den achten, Welcher soll ein Weib gewesen sein. Dillingen 1572
- Verhädigung Unnd Schutzschrifft. Dillingen 1574
- Predicanten Practic. München 1789